# Bór (województwo małopolskie)
Bór – wieś w Polsce położona w województwie małopolskim, w powiecie nowotarskim, w gminie Szaflary.
W latach 1975–1998 miejscowość administracyjnie należała do województwa nowosądeckiego.